# Grand Prix Belgie 1995
Grand Prix Belgie 1995 (LIII Foster's Belgian Grand Prix) jedenáctý závod 46. ročníku mistrovství světa jezdců Formule 1 a 37. ročníku poháru konstruktérů, historicky již 575. grand prix, se uskutečnila na okruhu Circuit de Spa-Francorchamps.

## Výsledky

### Kvalifikace
| Pořadí | Číslo | Jezdec                   | Konstruktér        | Čas      | Odstup  |
| ------ | ----- | ------------------------ | ------------------ | -------- | ------- |
| 1      | 28    | Gerhard Berger           | Ferrari            | 1:54.392 |         |
| 2      | 27    | Jean Alesi               | Ferrari            | 1:54.631 | +0.239  |
| 3      | 8     | Mika Häkkinen            | McLaren-Mercedes   | 1:55.435 | +1.043  |
| 4      | 2     | Johnny Herbert           | Benetton-Renault   | 1:56.085 | +1.693  |
| 5      | 6     | David Coulthard          | Williams-Renault   | 1:56.254 | +1.862  |
| 6      | 7     | Mark Blundell            | McLaren-Mercedes   | 1:56.622 | +2.230  |
| 7      | 15    | Eddie Irvine             | Jordan-Peugeot     | 1:57.001 | +2.609  |
| 8      | 5     | Damon Hill               | Williams-Renault   | 1:57.768 | +3.376  |
| 9      | 26    | Olivier Panis            | Ligier-Mugen-Honda | 1:58.021 | +3.629  |
| 10     | 30    | Heinz-Harald Frentzen    | Sauber-Ford        | 1:58.148 | +3.756  |
| 11     | 4     | Mika Salo                | Tyrrell-Yamaha     | 1:58.224 | +3.832  |
| 12     | 14    | Rubens Barrichello       | Jordan-Peugeot     | 1:58.293 | +3.901  |
| 13     | 26    | Martin Brundle           | Ligier-Mugen-Honda | 1:58.314 | +3.922  |
| 14     | 29    | Jean-Christophe Boullion | Sauber-Ford        | 1:58.356 | +3.964  |
| 15     | 3     | Ukjó Katajama            | Tyrrell-Yamaha     | 1:58.551 | +4.159  |
| 16     | 1     | Michael Schumacher       | Benetton-Renault   | 1:59.079 | +4.687  |
| 17     | 23    | Pedro Lamy               | Minardi-Ford       | 1:59.256 | +4.864  |
| 18     | 10    | Taki Inoue               | Footwork-Hart      | 2:00.990 | +6.598  |
| 19     | 24    | Luca Badoer              | Minardi-Ford       | 2:01.013 | +6.621  |
| 20     | 9     | Massimiliano Papis       | Footwork-Hart      | 2:01.685 | +7.293  |
| 21     | 17    | Andrea Montermini        | Pacific-Ford       | 2:02.405 | +8.013  |
| 22     | 22    | Roberto Moreno           | Forti-Ford         | 2:03.817 | +9.425  |
| 23     | 16    | Giovanni Lavaggi         | Pacific-Ford       | 2:06.407 | +12.015 |
| 24     | 21    | Pedro Diniz              | Forti-Ford         | 2:09.537 | +15.145 |

### Závod
| Pořadí | Číslo | Jezdec                   | Konstruktér        | Kola | Čas/odstoupení | Start | Body |
| ------ | ----- | ------------------------ | ------------------ | ---- | -------------- | ----- | ---- |
| 1      | 1     | Michael Schumacher       | Benetton-Renault   | 44   | 1:36:47.875    | 16    | 10   |
| 2      | 5     | Damon Hill               | Williams-Renault   | 44   | +19.493        | 8     | 6    |
| 3      | 25    | Martin Brundle           | Ligier-Mugen-Honda | 44   | +24.998        | 13    | 4    |
| 4      | 30    | Heinz-Harald Frentzen    | Sauber-Ford        | 44   | +26.972        | 10    | 3    |
| 5      | 7     | Mark Blundell            | McLaren-Mercedes   | 44   | +33.772        | 6     | 2    |
| 6      | 14    | Rubens Barrichello       | Jordan-Peugeot     | 44   | +39.674        | 12    | 1    |
| 7      | 2     | Johnny Herbert           | Benetton-Renault   | 44   | +54.043        | 4     |      |
| 8      | 4     | Mika Salo                | Tyrrell-Yamaha     | 44   | +54.548        | 11    |      |
| 9      | 26    | Olivier Panis            | Ligier-Mugen-Honda | 44   | +1:06.170      | 9     |      |
| 10     | 23    | Pedro Lamy               | Minardi-Ford       | 44   | +1:19.789      | 17    |      |
| 11     | 29    | Jean-Christophe Boullion | Sauber-Ford        | 43   | +1 kolo        | 14    |      |
| 12     | 10    | Taki Inoue               | Footwork-Hart      | 43   | +1 kolo        | 18    |      |
| 13     | 21    | Pedro Diniz              | Forti-Ford         | 42   | +2 kola        | 24    |      |
| 14     | 22    | Roberto Moreno           | Forti-Ford         | 42   | +2 kola        | 22    |      |
| Ret    | 3     | Ukjó Katajama            | Tyrrell-Yamaha     | 28   | Vyjetí z trati | 15    |      |
| Ret    | 16    | Giovanni Lavaggi         | Pacific-Ford       | 27   | Převodovka     | 23    |      |
| Ret    | 24    | Luca Badoer              | Minardi-Ford       | 23   | Vyjetí z trati | 19    |      |
| Ret    | 28    | Gerhard Berger           | Ferrari            | 22   | Elektronika    | 1     |      |
| Ret    | 15    | Eddie Irvine             | Jordan-Peugeot     | 21   | Požár          | 7     |      |
| Ret    | 9     | Massimiliano Papis       | Footwork-Hart      | 20   | Vyjetí z tratě | 20    |      |
| Ret    | 17    | Andrea Montermini        | Pacific-Ford       | 18   | Únik paliva    | 21    |      |
| Ret    | 6     | David Coulthard          | Williams-Renault   | 13   | Převodovka     | 5     |      |
| Ret    | 27    | Jean Alesi               | Ferrari            | 4    | Zavěšení       | 2     |      |
| Ret    | 8     | Mika Häkkinen            | McLaren-Mercedes   | 1    | Vyjetí z tratě | 3     |      |

## Průběžné pořadí šampionátu
Pohár jezdců
| Pořadí | Jezdec             | Body |
| ------ | ------------------ | ---- |
| 1      | Michael Schumacher | 66   |
| 2      | Damon Hill         | 51   |
| 3      | Jean Alesi         | 32   |
| 4      | David Coulthard    | 29   |
| 5      | Johnny Herbert     | 28   |

Pohár konstruktérů
| Pořadí | Konstruktér        | Body |
| ------ | ------------------ | ---- |
| 1      | Benetton-Renault   | 84   |
| 2      | Williams-Renault   | 74   |
| 3      | Ferrari            | 57   |
| 4      | Ligier-Mugen-Honda | 16   |
| 5      | Jordan-Peugeot     | 14   |